# Betty White
Betty Marion White  (Oak Park, 17. siječnja 1922. – Los Angeles, 31. prosinca 2021.) bila je američka filmska i televizijska glumica. Najpoznatija je po ulogama Sue Ann Nivens u "The Mary Tyler Moore Show" i Rose Nylund u TV seriji "Zlatne djevojke".